# Скопелли, Джованна
Джова́нна Скопе́лли (итал. Giovanna Scopelli; 1428, Реджо-нель-Эмилия, Италия — 9 июля 1491, там же) — блаженная Римско-католической церкви, монахиня ордена кармелиток, основательница монастыря кармелиток в Италии, чудотворица.

## Биография
Джованна Скопелли родилась в Реджо-нель-Эмилии в 1428 году в многодетной семье Симона и Екатерины Скопелли. Ещё в детстве в ней пробудилось призвание к монашеству, но родители отказались благословить дочь, позволив ей лишь стать терциарной кармелиткой. Джованна повиновалась. Она вела благочестивый образ жизни, оставаясь в миру. Вскоре после смерти родителей Джованна основала в своем доме общину кармелиток, просуществовавшую с 1480 по 1484 год.
В 1485 году епископ Филипп Дзоболли закрепил за этой общиной церковь Святого Бернарда, которая некогда находилась в ведении гумилиатов. Новая община была преобразована в монастырь (Санта-Мария-дель-Пополо) и была включена в состав Мантуанской конгрегации кармелитов. С 1487 года монахини были поручены духовному руководству священников из этой конгрегации. Джованна была избрана в настоятельницы монастыря. По преданию по молитвам Джованны Скопелли происходили чудеса.
Джованна Скопелли скончалась 9 июля 1491 года в монастыре в Реджо-нель-Эмилия в Италии.

## Почитание
Почитание Джованны Скопелли началось сразу после смерти. Через год после её упокоения были обретены её мощи. В 1500 году начался процесс по беатификации Джованны, который закончился 1767 — 1770 годах. 24 августа 1771 года Римский папа Климент XIV причислил её к лику блаженных.
После закрытия монастыря в 1797 году мощи Джованны перенесли в кафедральный собор Пресвятой Богородицы в Реджо-нель-Эмилии. 
Литургическая память ей совершается 9 июля.